# Larry Rhine
Larry Rhine est un scénariste et producteur américain né le 26 mai 1910 à San Francisco, Californie (États-Unis), mort le 27 octobre 2000 à Los Angeles (États-Unis).

## Filmographie

### Comme scénariste
- 1939 : Swing Hotel
- 1939 : Boy Meets Joy
- 1939 : Chip of the Flying U de Ralph Staub
- 1940 : The Leather Pushers
- 1940 : The Devil's Pipeline
- 1941 : Six Lessons from Madame La Zonga
- 1941 : A Dangerous Game
- 1981 : Allô Nelly bobo ("Gimme a Break!") (série TV)

### comme producteur
- 1979 : Joe's World (série TV)